# Villa Lante (Bagnaia)
Villa Lante a Bagnaia (frazione di Viterbo) è, assieme a Bomarzo, uno dei più famosi giardini italiani a sorpresa manieristici del XVI secolo.
Dal dicembre 2014 il Ministero per i beni e le attività culturali la gestisce tramite il Polo museale del Lazio, nel dicembre 2019 divenuto Direzione regionale Musei.

## Storia
Pur in mancanza di documentazione contemporanea, l'ideazione della villa è attribuita a Jacopo Barozzi da Vignola.
La costruzione cominciò nel 1511, ma fu portata a termine intorno al 1566 su commissione del cardinale Gianfrancesco Gambara. L'incontro tra il Cardinale Gambara ed il Vignola è avvenuto quando l'architetto stava lavorando al Palazzo Farnese di Caprarola.
Oggi la villa è conosciuta come "Villa Lante". Tuttavia non acquisì questo nome se non quando, nel XVII secolo, passò nelle mani di Ippolito Lante Montefeltro della Rovere, I duca di Bomarzo, ovvero quando la costruzione aveva già 100 anni di vita.
Nel 2011 è stata votata "Parco più bello d'Italia". Nel 2014 le viene dedicata una moneta commemorativa in argento dal valore nominale di 5 euro, inserita nella serie "Ville e giardini d'Italia".

## Architetture

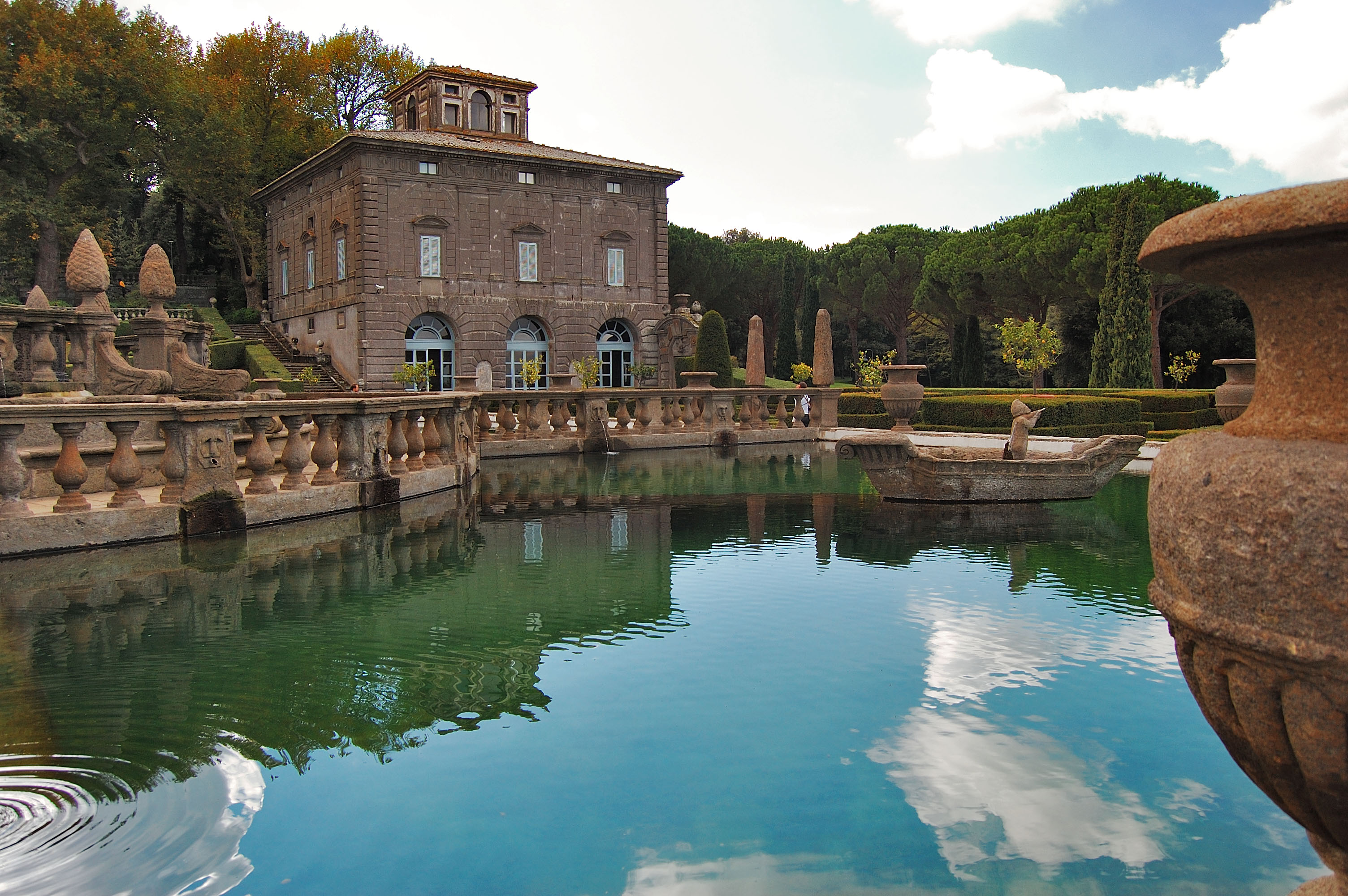
Il bacino e uno dei casini

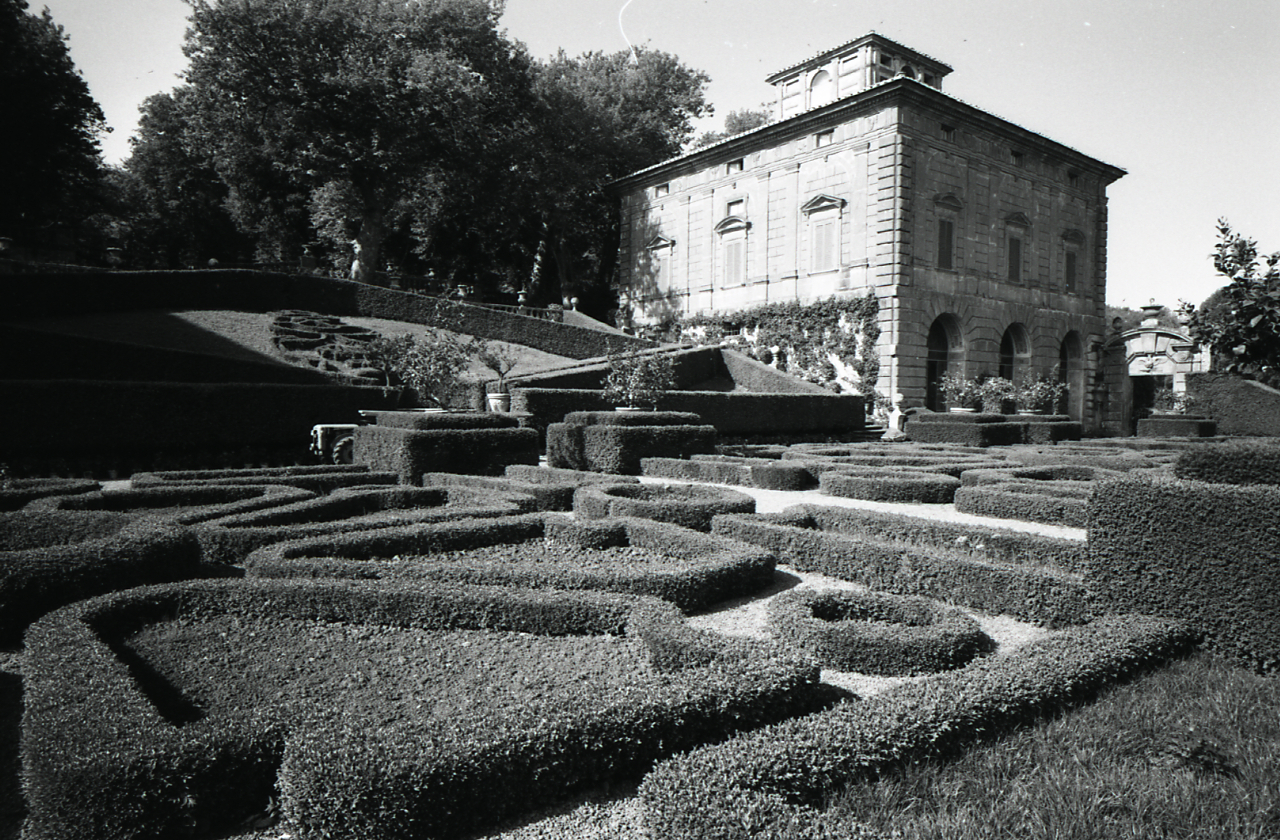
Il giardino e la villa in una foto di Paolo Monti del 1966

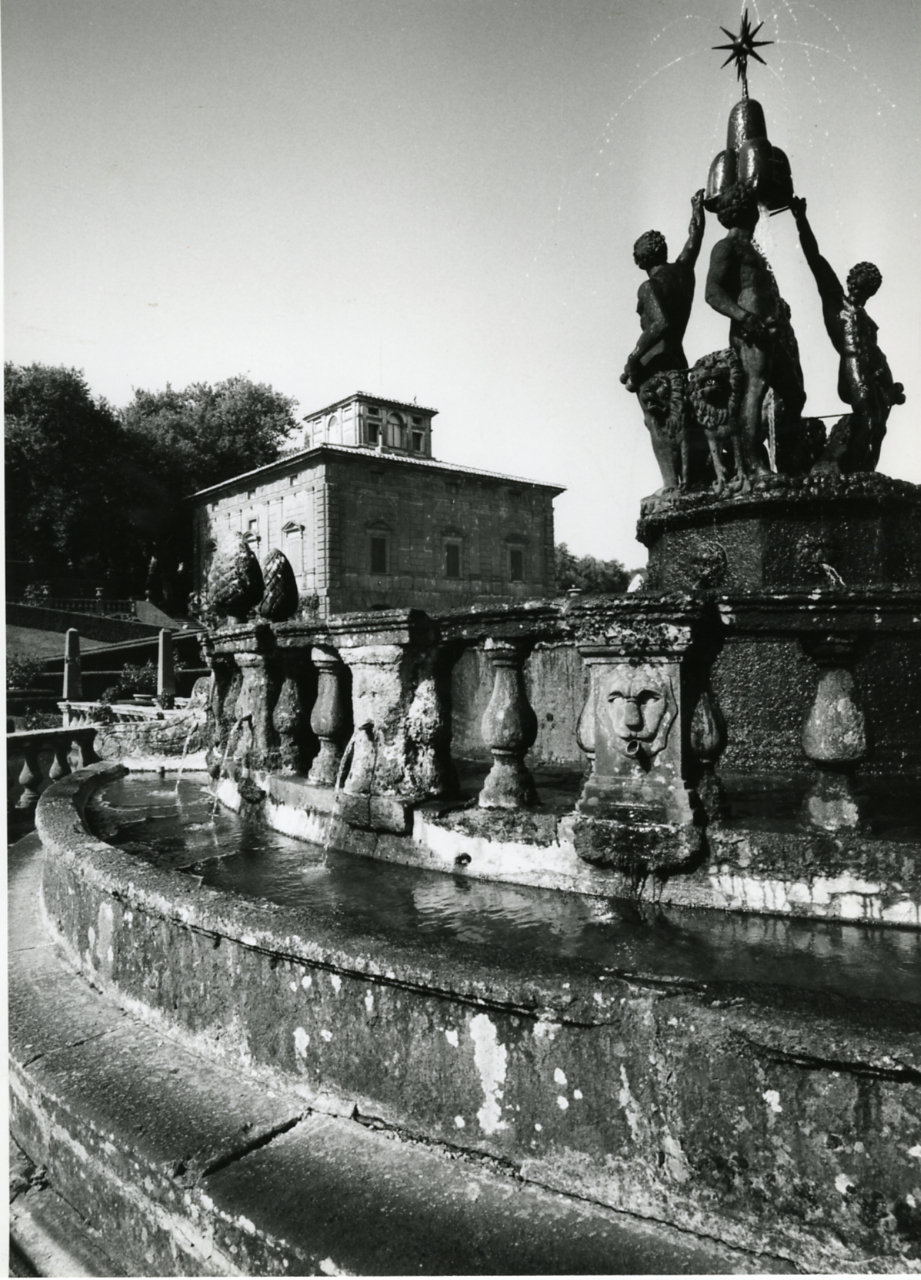
La fontana dei Quattro Mori con la villa sullo sfondo in una foto di Paolo Monti del 1965

Dalla sobria piazza all'estremità superiore di un villaggio senza pretese, una rampa di gradini curvi conduce a un arco pesantemente bugnato. Le costruzioni della piazza mostrano, nelle loro antiche facciate, stemmi papali e cardinalizi in pietra logorata dal tempo. passando attraverso l'arco si incontra la prima sorpresa: non vi è alcuna villa.
Villa Lante si compone infatti di due casini (palazzi), pressoché identici, anche se costruiti da proprietari diversi in differenti periodi, separati da 30 anni. Le due costruzioni quadrate hanno un piano terra ad arcate bugnate, o logge, che sostengono il piano nobile sovrastante. Ciascuna facciata, su questo piano, ha esattamente tre finestre, che alternano frontoni curvi o a punta. Ciascuna finestra è divisa da coppie di paraste. Un piano superiore è appena accennato da piccole finestre rettangolari, del tipo mezzanino, che si aprono in posizione corrispondente rispetto a quelle del piano nobile.
Inizialmente il Vignola progettò uno dei due casìni, con annesso parco, in Villa cinquecentesca e ne diede, fin da subito, la sua fisionomia finale, a riprova di questa tesi di unicità di progetto c'è il grande affresco del 1581 (o precedente) visibile nella Loggia della Palazzina Gambara che riporta la Villa completa.  La Villa ripete l'architettura dell'altra villa di Caprarola, come nella catena d'acqua che è "un rigagnolo incorniciato da motivi architettonici scorrente sollevato su di un artificiale letto pietroso".
Ogni casino è sormontato da un torrino o lanterna, che si erge sulla sommità del tetto di tegole spioventi. Questa elaborata lanterna quadrata ha due paraste, e alcune finestre, sia vere che cieche.
Ciascuno di questi casini, nel loro severo stile manierista, fu costruito da distinti e scollegati proprietari. Villa Lante fu dapprima commissionata dal cardinale Gianfrancesco Gambara che diede il proprio cognome al primo casino.
Sembra che i lavori di costruzione siano iniziati nel 1566, del casino che si incontra sulla destra entrando. Si pensa che Gambara abbia commissionato al Vignola il progetto (la villa è attribuita unicamente a lui), l'avvio dei lavori e il disegno dei giardini che l'hanno resa giustamente famosa. Il primo casino e il giardino superiore furono in breve completati, ma i lavori rimasero sospesi per tutto il resto della vita del cardinal Gambara.
Dopo la morte del Gambara, avvenuta nel 1587, gli succedette quale amministratore apostolico di Viterbo, il nipote diciassettenne di papa Sisto V, il cardinale Alessandro Peretti di Montalto. Fu lui, poco più che un bambino, a completare il progetto a Bagnaia e a costruire il secondo casino.
I due casini differiscono molto negli affreschi: pittura paesaggistica nel casino Gambara, mentre gli affreschi del casino Montalto, realizzati da un artista più tardo, sono in uno stile più classicheggiante. Nel casino Gambara gli affreschi delle logge a volta esibiscono una profusione di colore che sottolinea il dettaglio architettonico, mentre nel casino Montalto l'ambiente principale di ricevimento è decorato con una combinazione di affreschi e intonaco modellato, quasi un trompe-l'œil.

## Giardini

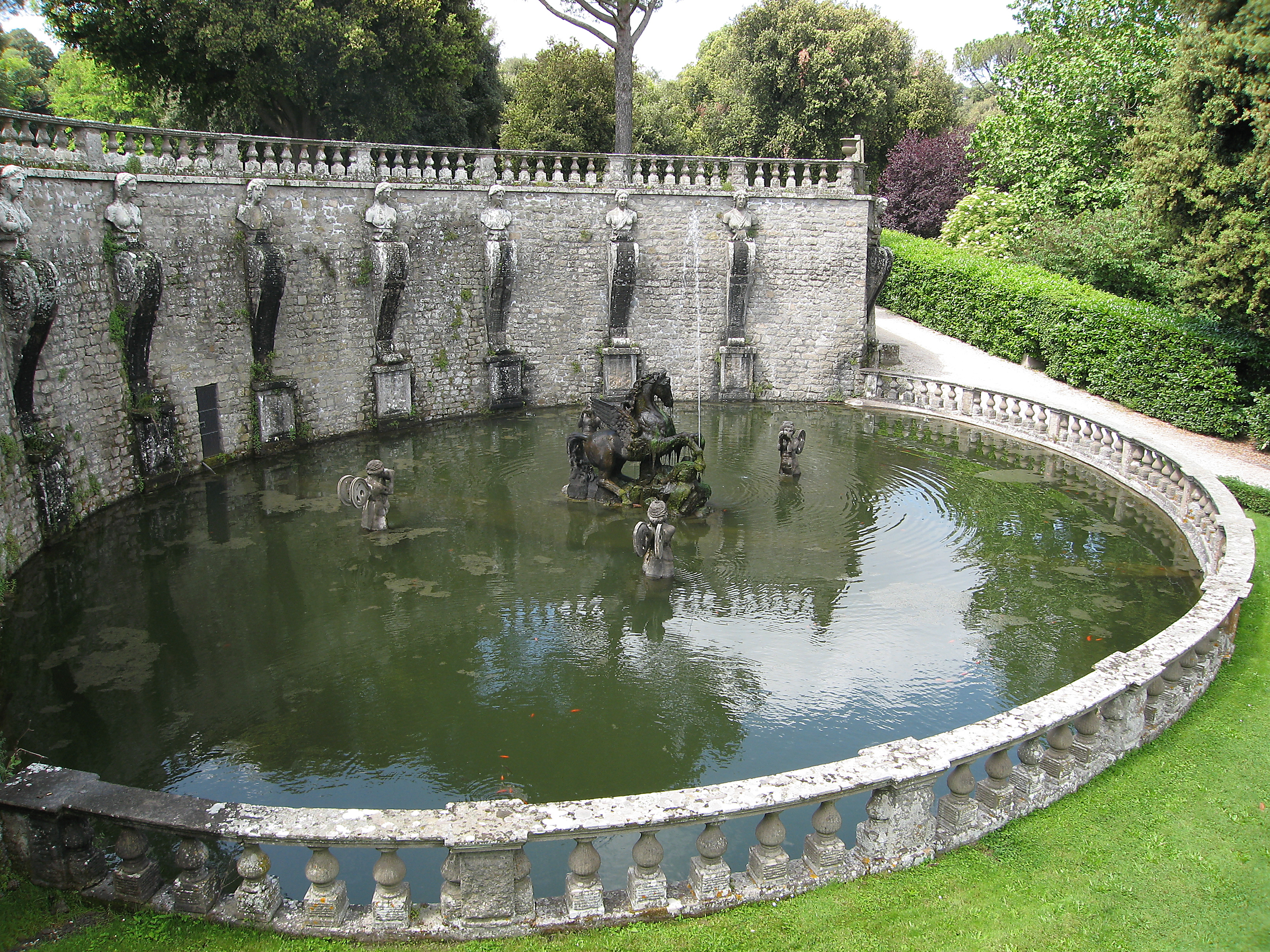
La fontana di Pegaso a Villa Lante

I giardini costituiscono l'attrazione principale di Villa Lante, specialmente i giochi d'acqua, dalle cascate alle fontane ai grottini sgocciolanti. Questa armonia di acque e la perfezione del suo flusso fu raggiunta solo quando l'architetto chiamò a sé, da Siena, uno specialista di architettura idraulica, Tommaso Ghinucci con il compito di supervisionare il progetto idraulico. Fu consultato anche il noto architetto di giardini Pirro Ligorio, ma è il genio di Ghinucci che fluisce e rivive ancor oggi nei suoi giardini.
Entrando da questo arco bugnato nella piazza del villaggio, lasciandosi dietro la polverosa arida e popolosa piazza, si entra in un mondo diverso, fresco, pulito e verdeggiante. Il primo confronto è il Quadrato, un parterre perfettamente regolare, realizzato una generazione prima dei primi parterre francesi allo Château de Saint-Germain-en-Laye e a quello di Fontainebleau: il contrasto tra la piazza paesana in basso e la vista sul nuovo parterre doveva essere, in passato, ancor più sbalorditivo che oggi.
I casini gemelli stanno su un lato solo mentre gli altri tre lati del giardino sono delimitate da alte siepi di bosso. Nel centro, il piccolo arbusto di bosso è plasmato e modellato a formare motivi decorativi che circondano piccole fontane e sculture. Il tratto più caratteristico di questo parterre è la complessa fontana posta al suo centro, formata da quattro bacini, separati da cammini transennati, con i parapetti decorati con pigne di pietra e urne decorative che intersecano l'acqua. 

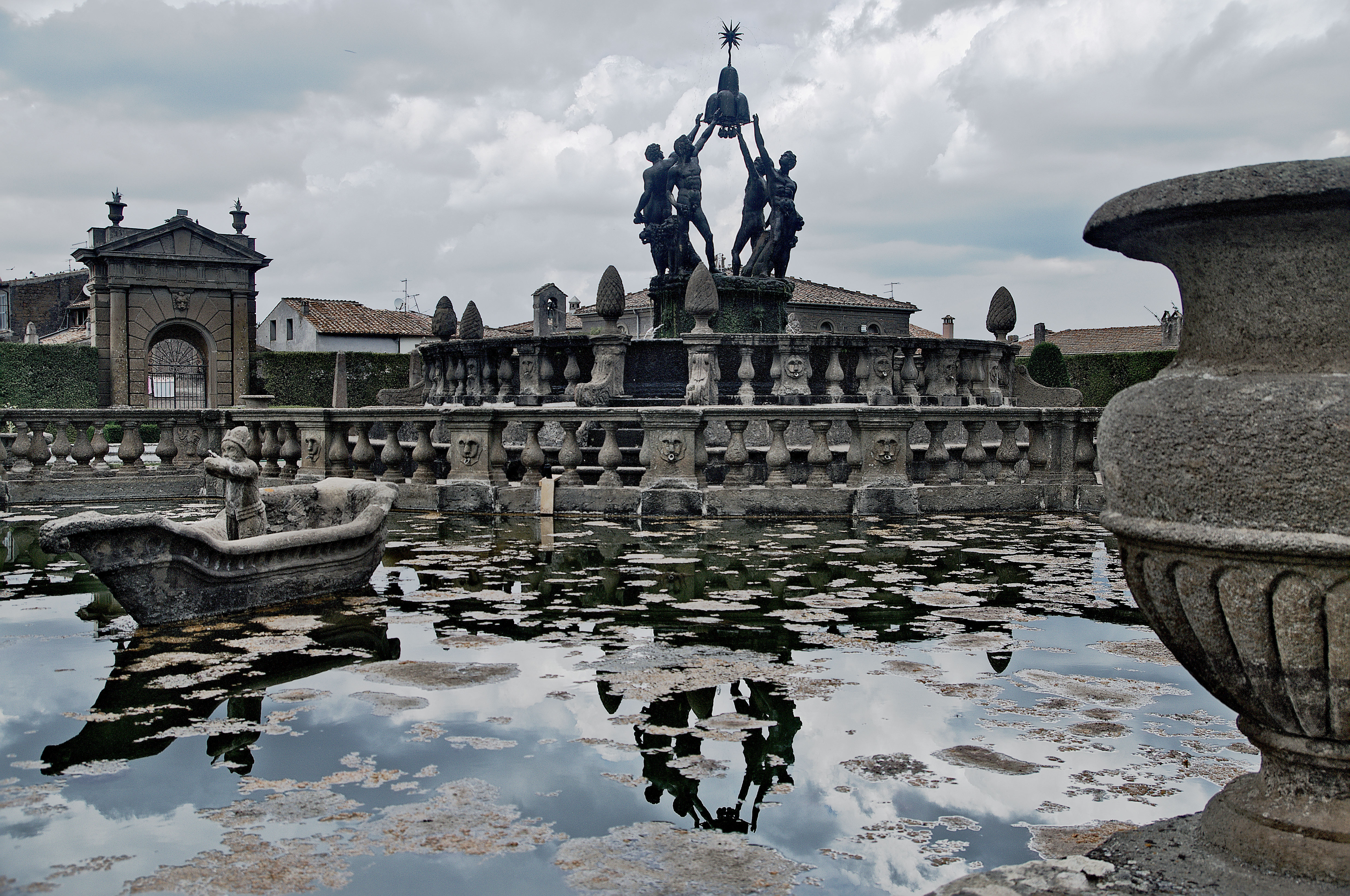
Fontana dei Mori del Giambologna

Al cuore del complesso, un bacino centrale contiene la celebre Fontana dei Mori del Giambologna: quattro mori, a grandezza reale, disposti a formare un quadrato attorno a due leoni; tengono in alto la montagna araldica sormontata dal getto della fontana in forma di stella, lo stemma dei Montalto. Questo è il punto focale di questa insolita disposizione di casini e parterre. I Mori delimitano lo spazio che ci si aspetterebbe veder occupato da un grande palazzo affiancato dai due casini. Solo qui ci si rende conto che l'intero complesso è, nei fatti, una perfettamente pianificata composizione priva di ostentazione. Qui il giardino non è concepito come una mera appendice o a, al più, un complemento, ma è parte integrante dell'originale concezione della villa nel suo insieme.
Sopra il parterre principale il visitatore può inerpicarsi attraverso querce, lecci e platani, scorgendo fontane e sculture che si aprono attraverso inaspettati scorci, e rivedendole ancora in contesti inattesi. Si arriva quindi al primo dei giardini a terrazza ascendenti: qui, alloggiata tra due scalinate in pietra, vi è la Fontana dei Lumini, una fontana circolare a gradini; sul ballatoio di ciascun gradone, da fontane più piccole a forma di lucerne ad olio sgorgano piccoli zampilli d'acqua. Arbusti fioriti di camelie, e di altre ericacee, aggiunti nel XIX secolo, risplendono nell'ombra di questa terrazza.
Sulla terrazza successiva, la terza, vi è un enorme tavolo di pietra con acqua che scorre nel suo centro. In questo posto, il cardinal Gambara intratteneva i suoi ospiti con picnic. Sulla terrazza vi sono ancora altre fontane, che riproducono divinità fluviali. Al di sopra vi è la quarta terrazza, contenente la catena d'acqua un gioco d'acqua che il Vignola aggiunse a molti giardini del XVI secolo. Visibile anche a Villa Farnese e Villa d'Este, questo ruscelletto di cavità scende in cascata al centro dei gradini per concludersi in fondo alla terrazza.
Sulla successiva terrazza superiore vi sono ancora fontane e grottini, e due piccoli casini che fanno da cornice ad altre fontane completando una composizione conosciuta come 'teatro delle acque'. Questi piccoli casini, come i loro omologhi più grandi sulla terrazza inferiore, hanno un disegno particolare, probabilmente anch'esso del Vignola, con logge aperte sorrette da colonne di ordine ionico. Esse reggono il nome del cardinale Gambara scolpito sulla cornice. Uno dei casini dà accesso a un piccolo giardino segreto, un giardino di siepi e topiarie, con una linea di colonne che gli conferisce un'atmosfera quasi melanconica.
Un piano prospettico del 1609 mostra un'area boscosa con cammini e vedute verso gli obelischi, e un labirinto.